# ATP Challenger Little Rock
Das ATP Challenger Little Rock (offizieller Name: UAMS Health Little Rock Open) ist ein Tennisturnier in Little Rock, Arkansas, das seit 2019 ausgetragen wird. Es ist Teil der ATP Challenger Tour und wird im Freien auf Hartplatz ausgetragen.

## Liste der Sieger

### Einzel
| Jahr | Sieger           | Finalgegner      | Ergebnis        |
| ---- | ---------------- | ---------------- | --------------- |
| 2025 | Patrick Kypson   | Michael Zheng    | 6:1, 1:6, 7:5   |
| 2024 | Mitchell Krueger | Yūta Shimizu     | 6:3, 6:4        |
| 2023 | Mark Lajal       | Beibit Schuqajew | 6:4, 7:5        |
| 2022 | Jason Kubler     | Wu Tung-lin      | 6:0, 6:2        |
| 2021 | Jack Sock        | Emilio Gómez     | 7:5, 6:4        |
| 2020 | abgesagt         | abgesagt         | abgesagt        |
| 2019 | Dudi Sela        | Lee Duck-hee     | 6:1, 4:3 aufgg. |

### Doppel
| Jahr | Sieger                              | Finalgegner                                   | Ergebnis          |
| ---- | ----------------------------------- | --------------------------------------------- | ----------------- |
| 2025 | Aziz Dougaz Antoine Escoffier       | Andrés Andrade Nicolás Mejía                  | 6:2, 6:3          |
| 2024 | Liam Draxl Benjamin Sigouin         | Rithvik Choudary Bollipalli Hans Hach Verdugo | 6:4, 3:6, [10:7]  |
| 2023 | Nam Ji-sung Artem Sitak             | Alexis Galarneau Nicolas Moreno de Alboran    | 6:4, 6:4          |
| 2022 | Andrew Harris Christian Harrison    | Robert Galloway Max Schnur                    | 6:3, 6:4          |
| 2021 | Nicolás Barrientos Ernesto Escobedo | Christopher Eubanks Roberto Quiroz            | 4:6, 6:3, [10:5]  |
| 2020 | abgesagt                            | abgesagt                                      | abgesagt          |
| 2019 | Matías Franco Descotte Orlando Luz  | Treat Huey Max Schnur                         | 7:5, 1:6, [12:10] |